# Зелёное движение (Иран)
Зелёное движение (перс. جنبش سبز‎) — политическое движение в Иране, возникшее в процессе демонстраций протеста против предполагаемых подтасовок результатов президентских выборов 2009 года в этой стране. Лидерами движения считаются проигравший выборы 2009 года Мир-Хосейн Мусави (в дальнейшем сформировавший незарегистрированную политическую партию «Зелёный путь надежды») и бывший председатель Исламского консультативного совета Мехди Карруби. Своими целями Зелёное движение провозглашает реформы существующего в Иране государственного строя, а оппонентами обвиняется в подрывной антигосударственной и антиисламской деятельности.

## Общественный протест после выборов 2009 года

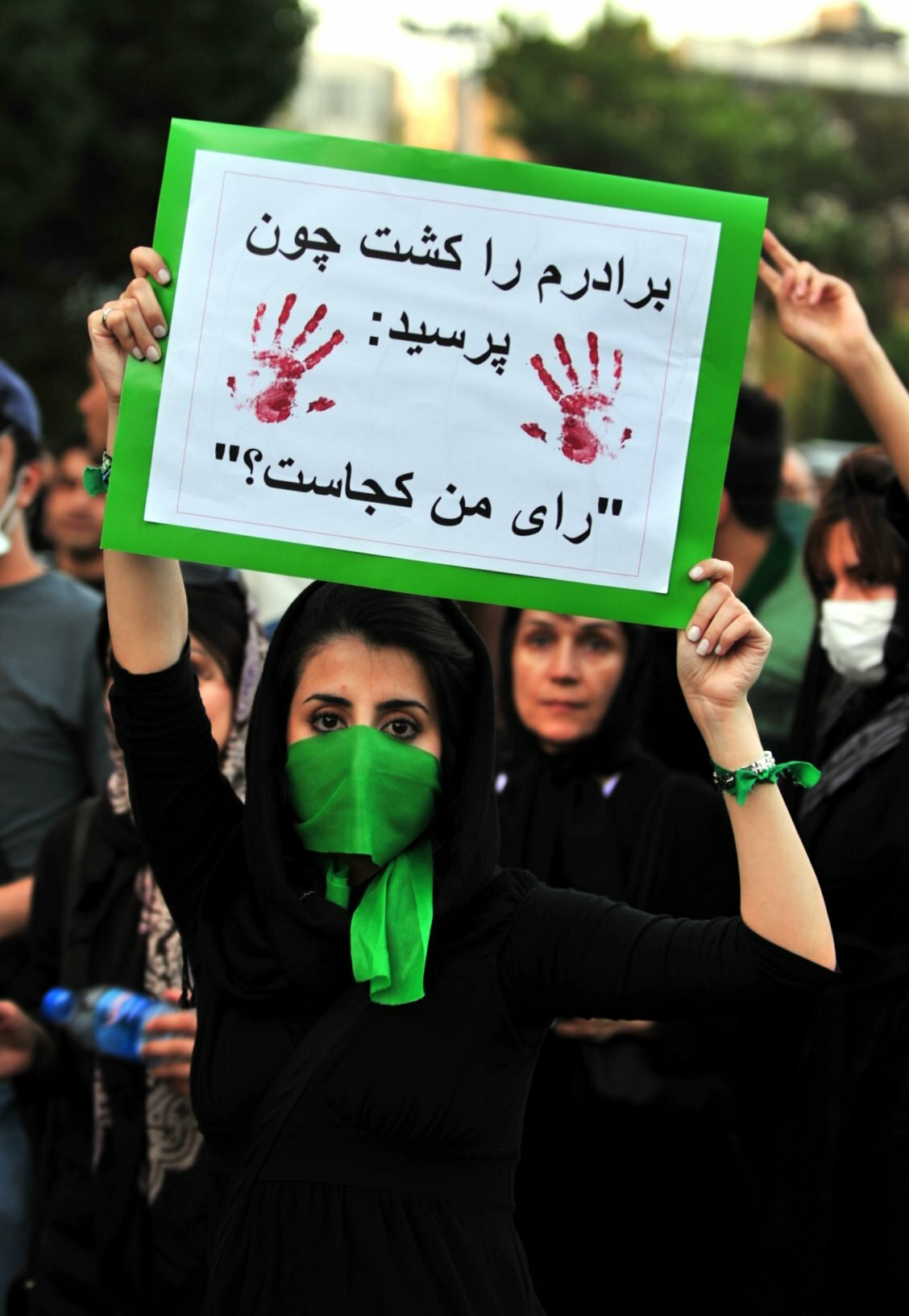
Демонстрантка с плакатом «Моего брата убили за то, что он спросил „где мой голос?“»

12 июня 2009 года в Иране были проведены президентские выборы. На них действующему президенту Махмуду Ахмадинежаду противостоял в частности бывший премьер-министр Ирана Мир-Хосейн Мусави, имеющий репутацию реформатора. Вскоре после закрытия избирательных участков Мусави объявил о своей победе, однако ещё через час иранское государственное новостное агентство IRNA сообщило о том, что победителем стал Ахмадинежад. После объявления Центральным избирательным комитетом предварительных результатов выборов, согласно которым Ахмадинежад одержал убедительную победу, сторонники Мусави в массовом порядке вышли на улицы, начались столкновения с полицией. Сам Мусави объявил о том, что результаты выборов были подтасованы, и отказался их признавать, обратившись в Совет стражей конституции с требованием пересчёта голосов. Ещё через два дня Мусави заявил, что частичный пересчёт голосов, решение о котором принял Совет стражей конституции, его не устраивает, и выступил с требованием проведения повторных выборов. К этому требованию присоединился ещё один проигравший кандидат — бывший председатель Исламского консультативного совета Мехди Карруби, согласно официальным результатам получивший около 1 процента голосов.
Всё это время продолжались массовые выступления сторонников Мусави, а затем и Карруби и их столкновения с полицией. К началу июля в беспорядках погибли 20 человек, более тысячи иранцев были арестованы за участие в акциях протеста. Массовые выступления прошли также в дни трёх государственных праздников — Дня Иерусалима (последняя пятница Рамадана), Дня студентов (7 декабря) и Ашуры (10-й день Мухаррама). В итоге число арестованных выросло до пяти тысяч, за прошедший после выборов год 115 человек были казнены.

## Дальнейшая эволюция движения
Начавшись как движение сторонников Мусави, убеждённых в фальсификации результатов выборов, под лозунгами «Где мой голос?», общественный протест против статус-кво в Исламской Республике Иран со временем приобрёл новых участников и новые программные лозунги. Осенью 2009 года к Зелёному движению, как его назвали политологи и пресса, присоединилась монархистская молодёжь, усилилась поддержка движения со стороны иранской диаспоры на Западе. Зазвучавшие тогда же требования полного реформирования государственного строя и отмены принципа «вилаят аль-факих» в конституции не вызвали поддержки в широких общественных кругах, и поддержка радикализующегося движения в Иране начала спадать. В частности, от радикалов счёл нужным дистанциироваться экс-президент Ирана Мохаммад Хатами.
Формальными лидерами движения, несмотря на изменения в составе его участников, продолжают оставаться Мусави и Карруби (ещё один духовный лидер оппозиции, аятолла Хосейн-Али Монтазери, известный своей борьбой за права человека как при шахе, так и после Исламской революции, умер в декабре 2009 года). Они несколько раз арестовывались и в конце концов были отправлены под строгий домашний арест. Однако преследования со стороны властей не помешали Мусави продолжать работу над формированием оппозиционной идеологии и широкого общественного фронта с опорой на интеллигенцию и студенчество.
15 августа 2009 года Мусави объявил о формировании организации «Зелёный путь надежды» (перс. شورای هماهنگی راه سبز امید‎), рассчитывая, что она станет организационным органом «Зелёного движения». Сам Мусави описал созданную им организацию как «бесчисленные самостоятельные и независимые социальные сети», которые образуют тело «Зелёного движения». По словам советника Мусави Али Реза Бехешти, Мусави выбрал для название слово «Путь», чтобы избежать такой терминологии как «партия» или «движение». Слово «зелёный» он выбрал так как именно зелёный цвет использовался протестующими, а слова «надежда» выражало обещание создать правительство «надежды» в случае избрания. Тем не менее упорядоченных руководящих структур и внутриорганизационной иерархии, которых не было у Зелёного движения в момент его возникновения, не было создано и в дальнейшем. В условиях, когда духовные лидеры движения и их семьи находятся под домашним арестом, руководство «Зелёным путём надежды» осуществляет так называемый Координационный совет, который возглавляют представители Мусави и Карруби за рубежом (соответственно Ардешир Амир Арджоманд во Франции и Моджтаба Вахеди в США).
К годовщине начала движения протеста, 15 июня 2010 года, была обнародована Хартия Зелёного движения. Хартия провозглашала принципы приверженности правам человека, плюрализму и гуманным трактовкам ислама, обещая бороться ненасильственным путём в рамках конституционного порядка за «очищение» и реформы общественного строя в Иране. Однако ни Зелёное движение в целом, ни «Зелёный путь надежды» не были ориентированы на получение официального статуса в Иране — более того, среди участников движения накануне парламентских выборов 2012 года высказывались опасения, что подозрения в связях с движением могут скомпрометировать кандидатов, выдвигающих реформаторскую программу, и в итоге было решено не оформлять реформаторский блок официально, а выдвигать номинально независимых кандидатов, главным образом за пределами больших городов. В этих условиях число независимых кандидатов составило от 700 до 1300 человек, из которых более 300 были утверждены местными избирательными комиссиями. В следующем году в преддверии президентских выборов ведущему умеренному кандидату Хасану Рухани неоднократно задавались вопросы о том, будет ли он бороться за освобождение активистов Зелёного движения из-под домашнего ареста. Рухани, не солидаризующийся с самим движением, тем не менее отвечал на эти вопросы положительно.
С началом «Арабской весны» Зелёное движение выступило с заявлениями в поддержку протестующих в Тунисе, Египте и Йемене, проводя параллели между арабскими выступлениями против репрессивных режимов и событиями 2009 года в Иране. «Исламское пробуждение» в арабских странах сравнивалось идеологами Зелёного движения также и с Исламской революцией 1979 года. В организованных Зелёным движением в феврале 2011 года демонстрациях в поддержку демократического движения арабских стран приняли участие десятки тысяч иранцев.

## Оценки
Возникновение и первые шаги Зелёного движения в Иране были расценены на Западе как признак приближения конца существующего режима в Иране, подобно «цветным революциям», а в дальнейшем «Арабской весне». В свете этого восприятия как западными правительствами, так и иранскими эмигрантами и вооружённой оппозицией (в том числе MEK) на Зелёное движение возлагались большие надежды, которые, однако, не оправдались. В отличие от успешных примеров современных революций в других странах и в самом Иране в 1979 году, Зелёное движение не обладало ни сложившейся структурой, ни харизматичными лидерами, ни далеко идущими целями по смене строя, будучи направлено лишь на смягчение и бо́льшую прозрачность существующего. Идеология Зелёного движения в основном не представляет серьёзного вызова ни сложившимся в Иране теократическим государственным структурам, ни экономической политике, проводимой верховным руководством страны. Ориентация на ненасильственный политический протест также резко отличает Зелёное движение от успешной Исламской революции 1979 года.
Несмотря на ненасильственный характер и относительную лояльность существующему строю, консервативные клерикальные круги Ирана видят угрозу даже в умеренном реформизме, провозглашаемом лидерами Зелёного движения. В государственной прессе, в особенности в первые годы после формирования движения, оно представлялось как антиисламское и антипатриотическое, нацеленное на совершение государственного переворота, вскрывались связи его зарубежных активистов со спецслужбами США, Великобритании, Израиля и Саудовской Аравии. В качестве одного из доказательств прозападного характера движения называется его ориентация на социальные медиа и социальные сети, которая поставила волнения 2009 года, несмотря на их неудачу, на первое место в хронологическом ряду «твиттер-революций». Именно в таких медиа, как Twitter, Flickr и YouTube распространялась неподтверждённая первоначальная информация о победе Мусави в 2009 году, массово освещались уличные беспорядки и демонстрации, налаживали связь между собой и обращались к международной общественности активисты, из-за своего массированного присутствия в этих сетях создавая искажённую картину распределения мнений в иранском обществе. Существует мнение, что западные спецслужбы либо использовали это явление в своих целях, либо даже напрямую его координировали.